# 加藤達也
加藤 達也（かとう たつや、1980年7月28日 - ）は、日本の作曲家、編曲家。千葉県船橋市出身。アップドリーム所属、浦の星交響楽団のメンバー。愛称は「カトタツ」。

## 来歴
レコード会社に勤める父や音楽を習っていた姉の影響で、幼少期から音楽に触れて育つ。高校卒業後はエスカレーター式の大学に進む予定だったが嫌になり、親から紹介された進路の一つにあった音楽大学に興味を持つ。
東京音楽大学音楽学部作曲指揮専攻映画放送音楽コース卒業。作編曲を三枝成彰、服部克久、小六禮次郎、羽田健太郎に師事。

## 作品

### アニメ
2006年
- スパイダーライダーズ 〜オラクルの勇者たち〜（安西史孝、中山信彦、米田知正、ワイズ・コンポーズグループと共作）

2009年
- Phantom 〜Requiem for the Phantom〜（七瀬光と共作）
- けんぷファー
- NEEDLESS
- ミラクル☆トレイン〜大江戸線へようこそ〜

2010年
- 聖痕のクェイサー
- いちばんうしろの大魔王
- 百花繚乱 サムライガールズ
- グラール騎士団

2011年
- T.P.さくら 〜タイムパラディンさくら〜
- けんぷファー für die Liebe
- 聖痕のクェイサーII
- +チック姉さん
- 境界線上のホライゾン
- 未来日記

2012年
- めだかボックス
- カンピオーネ! 〜まつろわぬ神々と神殺しの魔王〜
- 境界線上のホライゾンII
- めだかボックス アブノーマル

2013年
- 百花繚乱 サムライブライド
- Fate/kaleid liner プリズマ☆イリヤ
- 幻影ヲ駆ケル太陽
- Free!
- ぎんぎつね

2014年
- 世界征服〜謀略のズヴィズダー〜
- バディ・コンプレックス
- Free!-Eternal Summer-
- Fate/kaleid liner プリズマ☆イリヤ ツヴァイ!
- 天体のメソッド

2015年
- 夜ノヤッターマン
- 長門有希ちゃんの消失
- 食戟のソーマ
- Fate/kaleid liner プリズマ☆イリヤ ツヴァイ ヘルツ!
- コメット・ルシファー
- 映画 ハイ☆スピード!-Free! Starting Days-

2016年
- ラクエンロジック
- ラブライブ!サンシャイン!!
- 食戟のソーマ 弐ノ皿
- 装神少女まとい

2017年
- 政宗くんのリベンジ
- 終末なにしてますか? 忙しいですか? 救ってもらっていいですか?
- 最遊記RELOAD BLAST
- 劇場版 Fate/kaleid liner プリズマ☆イリヤ 雪下の誓い（TECHNOBOYS PULCRAFT GREEN-FUNDと共作）
- 劇場版 Free!-Timeless Medley- 絆
- 劇場版 Free!-Timeless Medley- 約束
- 特別版 Free!-Take Your Marks
- 食戟のソーマ 餐ノ皿
- ラブライブ!サンシャイン!!（第2期）

2018年
- アイドリッシュセブン
- キラッとプリ☆チャン
- 少女☆歌劇 レヴュースタァライト（藤澤慶昌と共作）
- はねバド!
- Free!-Dive to the Future-

2019年
- あんさんぶるスターズ!
- キラッとプリ☆チャン（第2期）
- Dr.STONE（堤博明、YUKI KANESAKAと共作）
- ラブライブ!サンシャイン!! The School Idol Movie Over the Rainbow
- Fate/kaleid liner Prisma☆Illya プリズマ☆ファンタズム
- 劇場版 Free!-Road to the World-夢
- 食戟のソーマ 神ノ皿

2020年
- 食戟のソーマ 豪ノ皿
- アイドリッシュセブン Second BEAT!
- キラッとプリ☆チャン（第3期）
- 少女☆歌劇 レヴュースタァライト ロンド・ロンド・ロンド（藤澤慶昌と共作）

2021年
- Dr.STONE Stone Wars（第2期 / 堤博明、YUKI KANESAKAと共作）
- 劇場版 少女☆歌劇 レヴュースタァライト（藤澤慶昌と共作）
- 劇場版 Fate/kaleid liner プリズマ☆イリヤ Licht 名前の無い少女
- アイドリッシュセブン Third BEAT!
- サクガン
- 劇場版 Free!-the Final Stroke-（前編）

2022年
- あんさんぶるスターズ!!-Road to Show!!-
- 劇場版 Free!-the Final Stroke-（後編）
- 異世界薬局（宝野聡史と共作）
- Dr.STONE 龍水（堤博明、YUKI KANESAKAと共作）

2023年
- TRIGUN STAMPEDE
- 幻日のヨハネ -SUNSHINE in the MIRROR-
- 政宗くんのリベンジR
- Dr.STONE NEW WORLD（堤博明、YUKI KANESAKAと共作）
- 駒田蒸留所へようこそ

2024年
- 魔王2099
- ユア・フォルマ
- Dr.STONE SCIENCE FUTURE

### ドラマCD
- 幻影に舞う白銀（2015年）

### スマートフォンアプリ
- 魔王さま大逆転！（2015年）
- フェスティバトル（2024年）